# Твердомедове
Твердомедо́ве — село в Україні, у Великоолександрівській селищній громаді Бериславського району Херсонської області. Населення становить 397 осіб.

## Населення

### Мовний склад
Рідна мова населення за даними перепису 2001 року:
| Мова       | Чисельність, осіб | Доля     |
| ---------- | ----------------- | -------- |
| Українська | 366               | 92,19 %  |
| Російська  | 22                | 5,54 %   |
| Білоруська | 4                 | 1,01 %   |
| Інше       | 5                 | 1,26 %   |
| Разом      | 397               | 100,00 % |

## Історія
12 червня 2020 року, відповідно до Розпорядження Кабінету Міністрів України від № 726-р «Про визначення адміністративних центрів та затвердження територій територіальних громад Херсонської області», увійшло до складу Великоолександрівської селищної громади.
19 липня 2020 року, в результаті адміністративно-територіальної реформи та ліквідації  Великоолександрівського району увійшло до складу Бериславського району.
На початку березня 2022 року, в ході повномасштабного російського вторгнення в Україну, населений пункт був окупований російськими військами. Звільнений 14 червня того ж року.